# Marcel Vonk
Marcel Vonk (Leiderdorp,  14 januari 1974) is een Nederlands wetenschapper, en pokerspeler.

## Biografie
Vonk is postdoctoraal onderzoeker in de snaartheoriegroep van het Centrum voor Mathematische Analyse, Meetkunde en Dynamische Systemen (CAMGSD), een onderzoekscentrum van het Instituto Superior Técnico (IST) in Lissabon. Hij schreef in zijn vrije tijd een geheel wiskundig onderbouwd artikel voor het online magazine van 2+2 over de samplesize in toernooien.

### Poker
Hij won op 5 juli 2010 het $1,000 buy-in No-Limit Hold’em-evenement ('Event #54') van de World Series of Poker 2010. Daarmee werd hij de derde Nederlander in de geschiedenis die een WSOP-toernooi won na Rob Hollink en Marc Naalden en de eerste die dit deed in de discipline No-Limit Hold'Em. Aan 'Event 54' begonnen 3844 spelers die allemaal 1000 dollar inlegden. De hoofdprijs die Vonk won bedroeg zodoende 570.960 dollar.
Vonk werd in juni 2014 bijna de eerste Nederlander met meerdere WSOP-titels. In het $1.500 Pot-Limit Omaha-toernooi van de World Series of Poker 2014 bereikte hij de finaletafel, waaraan hij verschillende keren aan kop ging met de meeste chips. Vonk overleefde tot hij één-tegen-één zat met de Amerikaan Brandon Pastor, maar keek toen inmiddels met 335.000 tegen 4.000.000 chips tegen een achterstand van bijna 1:12 aan. Drie handen later pakte Pastor definitief de overwinning. Vonks tweede plaats in dit toernooi was goed voor een prijs van $163.625,-.
In 2018 won Vonk een side event bij de World Series of Poker Circuit Rotterdam voor € 12,426. Heads-up versloeg hij Mark Roovers.